# فرودگاه یادبود شهرستان بکلی رالی
فرودگاه شهرستان یادبود برکلی رلیق (به انگلیسی: Beckley Raleigh County Memorial Airport) یک فرودگاه همگانی بهره‌برداری هوایی با کد یاتا BKW است که یک باند فرود آسفالت دارد و طول باند آن ۲۰۵۷ متر است. این فرودگاه در کشور ایالات متحده آمریکا قرار دارد و در ارتفاع ۷۶۳ متری از سطح دریا واقع شده‌است.